# Mel Powell

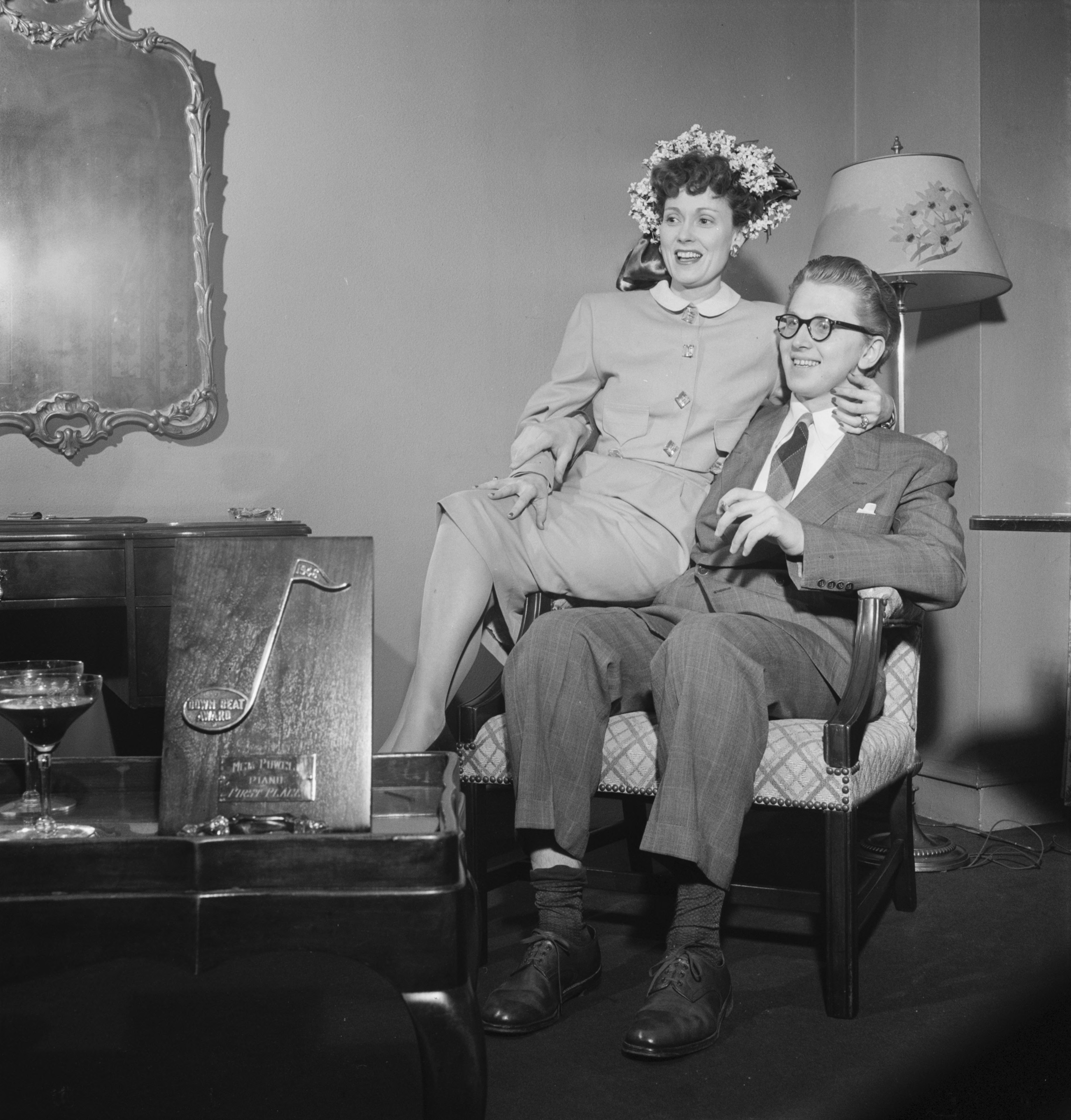
Powell e la moglie attrice Martha Scott a casa nel 1947. Un premio a Powell dalla rivista Downbeat poggia sul tavolo.

Mel Powell, pseudonimo di Melvin Epstein (New York, 12 febbraio 1923 – Sherman Oaks, 24 aprile 1998), è stato un compositore e docente statunitense. Vinse il premio Pulitzer per la musica ed è stato il decano fondatore del dipartimento di musica del California Institute of the Arts. Ha lavorato come educatore musicale per oltre 40 anni, prima al Mannes College of Music e al Queens College, poi alla Università Yale e infine alla CalArts. Durante la sua carriera ha lavorato come pianista jazz.

## Biografia

### Primi anni
Mel Powell nacque Melvin D. Epstein il 12 febbraio 1923, nel Bronx, New York City dai genitori Russi/Ebrei, Milton Epstein e Mildred Mark Epstein. Iniziò a suonare il piano all'età di quattro anni, prendendo lezioni da Nadia Reisenberg, tra gli altri. Appassionato di baseball, la sua casa era in vista dello Yankee Stadium. Una ferita alla mano mentre giocava a baseball da ragazzo, tuttavia, lo convinse a perseguire la musica invece che gli sport come carriera. Powell sognava la vita da concertista fino a quando suo fratello maggiore lo portò a vedere il pianista jazz Teddy Wilson e più tardi a un concerto con Benny Goodman. In un'intervista del 1987 con la rivista The New Yorker, Powell dichiarò: "Non avevo mai sentito nulla di estatico come questa musica", spingendolo al passaggio dal piano classico a quello jazz. All'età di 14 anni Powell si esibiva nel jazz professionalmente nei dintorni di New York. Già nel 1939 lavorava con Bobby Hackett, George Brunies e Zutty Singleton, oltre a scrivere accordi per Earl Hines. Cambiò il suo cognome da Epstein a Powell nel 1941 poco prima di entrare nella band di Benny Goodman.

### Carriera
Lo stile di Powell era radicato nello stile stride che era il precursore diretto del piano swing. Una composizione dei suoi anni di Goodman, The Earl, è forse la sua più conosciuta da quel momento. È degno di nota il fatto che la canzone, dedicata a Earl "Fatha" Hines, uno degli eroi pianistici di Powell, sia stata registrata senza batterista. Dopo quasi due anni con Goodman, Powell suonò per un breve periodo con la band radiofonica della CBS sotto la direzione di Raymond Scott, prima che lo zio Sam cominciasse le chiamate. Con la seconda guerra mondiale al suo apice, Powell fu arruolato nell'esercito degli Stati Uniti, ma combatté le sue battaglie da uno sgabello per pianoforte, essendo stato assegnato alla Army Air Force Band di Glenn Miller dal 1943 al 1945.
Verso la fine della guerra Powell era di stanza a Parigi, dove suonò con Django Reinhardt e poi tornò per un breve periodo nella band di Goodman dopo essere stato dimesso dall'esercito. Fu in questo periodo, tra la metà e la fine del 1940, che Powell si trasferì a Hollywood e si avventurò nella scrittura di musica per film e cartoni animati, in particolare Tom & Jerry. Nel 1948 si esibì nel film A Song Is Born, apparendo insieme a molti altri famosi musicisti jazz, tra cui Louis Armstrong. Fu durante la sua permanenza a Hollywood che incontrò e sposò l'attrice Martha Scott. Mel Powell ebbe una grave crisi di salute alla fine degli anni '40 quando sviluppò la distrofia muscolare. Confinato su una sedia a rotelle per un po' di tempo, poi camminando con l'aiuto di un bastone, la malattia chiuse effettivamente la sua capacità di lavorare di nuovo come musicista itinerante con Goodman o altre band e spinse Powell a dedicarsi alla composizione musicale piuttosto che alle esecuzioni. Dal 1948 al 1952 studiò all'Università Yale con il compositore e teorico musicale tedesco Paul Hindemith. Nel 1954 registrò l'album jazz Thigamigig, che comprendeva anche un brano per piano/tromba/batteria che fu selezionato da Art Clokey per il suo corto di animazione claymation Gumbasia del 1955.

#### Cambiamento di stile, carriera
In un primo momento, in linea con gli stili di composizione neoclassica tradizionali, Powell esplorò sempre più l'atonalità, o la musica "non-tonale" come la definì, così come il serialismo sostenuto dal compositore austriaco Arnold Schönberg. Dopo essersi laureato nel 1952, Powell intraprese la carriera di educatore musicale, prima al Mannes College of Music e al Queens College nella natia New York City, per poi tornare a Yale nel 1958, succedendo a Hindemith come presidente della facoltà di composizione e direttore di uno dei primi studi di musica elettronica della nazione. Powell ha composto diversi pezzi elettronici negli anni '60, alcuni dei quali sono stati esibiti all'Electric Circus nell'East Village di New York, un luogo che vide anche esibizioni di musica rock innovativa come i gruppi The Velvet Underground e i Grateful Dead. Ma Powell non voltò completamente le spalle al jazz. Mentre insegnava negli anni '50 suonò anche il piano e registrò musica con Benny Goodman di nuovo, oltre che da solo.
Powell compose per orchestra, coro, voce e gruppi da camera negli anni '60, '70 e '80. Nel 1969 tornò in California per prestare servizio come decano fondatore del California Institute of the Arts a Valencia, in California. Dopo aver prestato servizio come rettore dell'Istituto dal 1972 al 1976 fu nominato Professore di Musica Roy O. Disney e insegnò presso l'Istituto fino a poco prima della sua morte. Tra gli studenti illustri figura la compositrice Ann Millikan.

### Ultimi anni
Nel 1987 Powell si unì ad altri grandi della musica per un festival jazz sulla nave da crociera SS Norway, suonando al fianco di Benny Carter, Howard Alden, Milt Hinton, Louie Bellson ed altri. Uno spettacolo fu documentato nel CD The Return of Mel Powell (Chiaroscuro Records). La registrazione include 20 minuti di Powell che parla della sua vita e le sue ragioni per lasciare il jazz. In un'intervista con il critico jazz della rivista The New Yorker Whitney Balliett, Powell dichiarò:

### La sorpresa del Pulitzer
Nel 1990 Powell ottenne il suo più alto successo nella carriera, il Premio Pulitzer per la musica, per la sua opera Duplicates: A Concerto for Two Pianos and Orchestra. In un'intervista al Los Angeles Times, Powell espresse la sua completa sorpresa: "Essere qui fuori sulla costa, lontano da tutto l'establishment dell'est a cui è collegato il Pulitzer, me lo rendeva una prospettiva remota, non me l'aspettavo proprio". In un'intervista con The New York Times Powell raccontò la storia di come Duplicates provenisse dal suo servizio nella seconda guerra mondiale e un aneddoto che aveva sentito a Parigi sulla ricerca di una musica perfetta di Claude Debussy. Quello, Powell dichiarò, che era il suo obiettivo per Duplicates. Il lavoro, commissionato nel 1987 per la Filarmonica di Los Angeles dalla mecenate Betty Freeman, portò via a Powell più di due anni per essere completato. Fu reso ancora più difficile dal momento che la sua distrofia muscolare, che in precedenza interessava solo le sue gambe, aveva iniziato ad affliggere anche le braccia e quindi la sua capacità di suonare il pianoforte.
Oltre al Pulitzer, i premi e le onorificenze di Powell comprendono la Medaglia delle arti creative della Brandeis University, una Guggenheim Fellowship, un abbonamento onorario all'Arnold Schoenberg Institute, una commissione della Koussevitzky Music Foundation per la Biblioteca del Congresso e una sovvenzione del National Institute of Arts e le lettere.

### Morte
Powell morì nella sua casa di Sherman Oaks, in California, il 24 aprile 1998, per cancro al fegato. Aveva 75 anni. Powell lasciò sua moglie, l'attrice Martha Scott, due figlie e un figlio. Fu sepolto nel cimitero massonico nella città natale di sua moglie, Jamesport, nel Missouri.

## Citazioni
- Dei suoi giorni nell'orchestra jazz/swing: "È passato veramente molto tempo, si dovrebbe essere in grado di invocare uno statuto delle limitazioni, ho suonato con Benny Goodman per due anni e ho composto per 40 anni. La musica swing, la musica jazz e Benny Goodman in particolare erano così popolari che le persone che hanno trovato posto nella loro vita per questo non l'hanno mai dimenticato, quindi ricevo chiamate da persone che si trovano in una sorta di distorsione temporale, chiedono a me su questo periodo della mia vita come se fosse il presente, ma mi sono trasferito su altri interessi."[7]

- "Il business del musicista è struttura... Il musicista... è quindi attratto da un profondo studio della struttura: guardando da vicino la musica stessa, è probabile che chieda: "Che cosa cambia? Quando? Da quanto?"... è ...in grado di sentirsi a casa dove i logici esibiscono tecniche per "isolare la struttura rilevante".[8]

- "È vero che la musica che tratto io, insieme a Milton Babbitt, Elliott Carter e altri, non ha mai avuto una grande popolarità, ma era vero anche per la cosiddetta musica difficile dei secoli precedenti. Ho notato, come abbiamo sostenuto, che c'è stato un addolcimento della risposta: ora ci sono quelli che stanno iniziando a trovare la bellezza espressiva in una musica che inizialmente era stata completamente respinta".[1]